# Antônio Damaso de Carvalho
Antônio Damaso de Carvalho (Rio de Janeiro-DF, 12 de agosto de 1913 – Niterói, 18 de Novembro de 2007) foi um velocista brasileiro de provas de média distância.. Bicampeão sul-americano de atletismo em 1937 e 1939 nos 400 m livre, ele competiu nessa prova nos Jogos Olímpicos de Verão de 1936 e nos Jogos Olímpicos Pan-Americanos de 1937